# Gynothemis uniseta
Gynothemis uniseta – gatunek ważki z rodziny ważkowatych (Libellulidae). Występuje na terenie Ameryki Południowej.